# Theory of dual radiation action
La  « théorie de la double action des rayonnements » (ou TDRA pour « Theory of dual radiation action ») est le nom de l’un des modèles théoriques développés pour expliquer qualitativement mais surtout quantitativement l’importance des dommages cellulaires entrainant une mutation génétique ou l’inactivation de cellules à la suite de leur exposition à différents types de radiations.
À la croisée de la biologie et de la physique nucléaire, dans le domaine de la radiobiologie et de la microdosimétrie, cette théorie postule que la cause première, fondamentale et commune des effets des rayonnements sur la cellule est la production de lésions élémentaires qui se déroule à un taux proportionnel au carré de la quantité d'énergie concentrée sur le « site » intracellulaire concerné (ADN ou lieux du processus  de réparation de l’ADN ou de ses fonctions).
Les micro-lésions évoquées par littérature scientifique, concernent principalement l'ADN chromosomique, c'est-à-dire le patrimoine génétique  dit « nucléaire » (c'est-à-dire contenu dans le noyau de la cellule, sous forme d’ADN), mais elles peuvent aussi concerner le génome mitochondrial et, chez les plantes, le génome chloroplastique).

## Contenu théorique et hypothèses de base
Cette théorie est basée sur
- l'observation d'effets différents sur les cellules, pour une même irradiation, ou pour différentes radiations ;
- l'analyse et la quantification de l'énergie « fluctuante » déposés le long du trajet des particules ; particule α, particules β (β- ou β+) ou des rayonnements (Rayonnement UV et surtout rayonnement X ou γ) traversant la cellule ;
- l’analyse de la relation de ces « événements de dépôt d’énergie » avec les effets biologiques observés à échelle macroscopiques (mutations, inactivation cellulaire), qui finiront par déterminer l'EBR (efficacité biologique relative de cet effet[1]).

Cette théorie repose sur trois hypothèses :
1. quand l'effet biologique observé est une mutation ou une  inactivation et non la mort cellulaire, ll résulte d’un processus « multi-étapes », où la première étape est l’absorption d’énergie dans au moins une volume intracellulaire « sensible » ;
2. l'absorption d'énergie sous la forme d'ionisations ou d’excitation moléculaire dans le(s) volume(s) critique(s) conduira à des lésions moléculaires dans la cellule ;
3. le processus d'accumulation de « radiolésions » conduit la cellule à perdre tout ou partie de sa capacité à mener à bien une division cellulaire normale, ce qui équivaut à terme à une mort cellulaire 
L'inhibition de la capacité de la cellule à se reproduire normalement peut être induite à "faible dose" par une accumulation de micro-évènements sub-létaux, ou par des « interactions » entre ces micro-évènements (ces derniers pouvant synergiquement conjuguer leurs effets avec des conséquences alors plus délétères pour la cellule et ses fonctions[1]).
De telles « synergies » pourraient par exemple survenir lors d’un événement unique de dépôt d'énergie (avec alors conjonction d'un effet induit sur les bords du trajet de la particule et d’un effet  son trajet même). Elles pourraient aussi survenir à la suite de la conjonction d’effets de deux événements distincts survenus dans un même volume cellulaire (« site » alors concerné par un dépôt d’énergie plus important, par exemple au croisement  de deux trajets de particules, ou en raison de la proximité spatiale ou spatiotemporelle de deux trajets de particules énergétiques)[1] ; Les auteurs de cette théorie considèrent que la probabilité d'une interaction entre deux sub-lésions augmente quand la distance entre ces lésions diminuent[4].

## Enjeux
Historiquement, ce sont d'abord des enjeux médicaux ; ces théories et modèles se sont d’abord inscrites dans le champ de la radiotoxicologie, et en particulier dans l’enjeu de maitriser les effets collatéraux négatifs de la radiothérapie, tout en visant à mieux comprendre pourquoi et comment certaines cellules cancéreuses sont plus radiosensibles (ex cancer du sein, cancer du testicule) que d'autres.
Puis, avec le développement de l'industrie nucléaire, des armes nucléaires et corrélativement du risque nucléaire, puis à la suite de la production et de la dispersion de déchets radioactifs dans l'environnement, et enfin à la suite de plusieurs accidents ou catastrophes nucléaires (Tchernobyl, Fukushima notamment), des enjeux importants de radioécologie ont aussi émergé durant la seconde moitié du XXe siècle.
L'utilisation de mutagenèses dirigées par le génie génétique engage aussi à mieux comprendre ces processus.

## Histoire
Cette théorie a originellement été développée et formalisée par Kellerer et Rossi à partir de constats fait par des radiotoxicologues ou des médecins utilisant la radiothérapie. Ces constats montraient que chez les organismes dits « supérieurs » et pour une large gamme d'effets de différentes radiations ionisantes, l'EBR (efficacité biologique relative des radiations) présente une « dépendance » non linéaire mais caractérisée par une relation mathématique simple et cohérente à la dose absorbée.
Après la découverte de la radioactivité, l’expérimentation in vitro, et in vivo a précocement démontré des effets délétères des rayonnements sur le fonctionnement cellulaire (effets parfois létaux, mais aussi cancérigènes, mutagènes, reprotoxiques, etc.). 
Cependant les données issues de l’expérimentation ne donnent pas ou très peu d’accès direct aux mécanismes et explications de ces effets dont les processus se déroulent dans un milieu cellulaire complexe et non-homogène dans le temps et dans l'espace, et à des échelles atomiques qui sont inaccessibles à l’observation en temps réel dans les tissus vivants.
Au fur et à mesure des progrès de la science, plusieurs théories et modèles  se sont donc  succédé pour tenter d’expliquer au mieux ces effets.
- Cette théorie s'inscrit dans un processus antérieur de tentatives d’explications de la mort cellulaire. Une première théorie a été élaborée, dite « single-target single-hit » (STSH) ou « Lea’s “target theory” » élaborée dans les années 1940 et formalisée par Lea en 1955. Elle proposait notamment qu’une seule collision d’une particule énergétique (radiation)  avec un seul site sensible (dit « cible ») suffise à induire à la mort cellulaire[1]. Cette théorie a été élaborée en 1946 à partir de données issues de l’exposition de microorganismes à des radiations basse-énergie (où donc les interactions entre tracés de particules sont rares) et à partir de l’analyse de molécules biologiquement actives.
Elle a été révisée en 1955[6] n’a pas été confirmée par l’expérimentation. On sait maintenant que ce modèle est faux car ne tenant pas compte des mécanismes de réparation de l'ADN (Dans les faits, toutes les cellules exposées ne meurent pas, l’exposition à de faibles doses de radioactivité a parfois des effets importants, et l'EBR (efficacité biologique relative) varie fortement selon la nature et l'énergie du rayonnement ionisant et le type de cellule). Ceci a été peu pris en compte avec notamment le modèle dit « Repair-misrepair model » par Tobias en 1980, puis par un modèle affiné dit « saturable repair model » proposé par Goodhead en 1985 ;
- cette théorie s'est ensuite appuyé sur un modèle moléculaire dit « Molecular (Linear-Quadratic) Model » élaboré pour expliquer la survivance de certaines cellules irradiées alors que d’autres exposées aux mêmes doses de radioactivité meurent[7]. Après que Watson, Crick, Wilkins et Franklin ont publié leur découverte de la structure hélicoïdale de l'ADN[8], ce  nouveau  modèle dit « linéaire-quadratique » (LQ) a succédé à la théorie « single-target single-hit » évoquée ci-dessus. Postulant que la structure de l'ADN et ses processus de réparation sont le principal déterminant des effets finaux exprimés par les cellules après une exposition à des radiations, ce modèle s’est montré bien mieux capable de prédire statistiquement l'effet d’un rayonnement plus ou moins énergétique sur les cellules[1] ;
- cette théorie s'appuie également sur d'autres modèles développés depuis les années 1970–1980, dont le LEM (« Local Effect Model », et ses améliorations récentes[9]), le « Microdosimetric Kinetic Model » (MKM), le « Katz’ Amorphous Track Structure Model »[10],[11] ;
- enfin, depuis 1978[2], cette nouvelle « théorie de la double action des rayonnements » a cherché à mieux expliquer la forme particulière des courbes des valeurs d'EBR (efficacités biologiques relatives)  observées (notamment pour l’exposition à des flux de neutrons) en fonction de la dose par fraction de haut Transfert d'énergie linéaire (c'est-à-dire quand la quantité d’énergie transférée par un rayonnement ionisant traversant la cellule, par unité de distance est importante). Remarque : la quantité d'énergie déposée varie selon la nature et l'énergie du rayonnement ionisant, mais aussi selon le substrat concerné, plus ou moins « opaque » ou « transparent » au rayonnement.

## La mesure physique et les échelles
Sa précision pose de nouveaux défi scientifiques car dans cette théorie, à la fois la localisation et la temporalité des interactions sont déterminantes : les impacts se produisant potentiellement aux échelles atomiques, il a fallu passer de la dosimétrie classique à la microdosimétrie puis à la nanodosimétrie.
La mesure doit aussi être associée à la connaissance de l'état des processus cellulaires en cours dans la zone traversée par les particules ionisantes (neutrons notamment) au moment où elle a été traversée. Selon le lieu précis (dit « locus »), de l’interaction initiale (primaire) entre le rayonnement et le substrat biologique ionisé, les effets théoriques sont en effet très différents (de nuls à mortels pour la cellule).
Ainsi l'ADN d'un chromosome semble pouvoir être traversé de part en part par une particule sans aucun effet pour lui si la double hélice n’est pas touchée et détériorée (cassure non réparée ou non réparable) ; Si cette double hélice est touchée l’effet est supposé pouvoir être différent selon qu’un seul brin ou deux brins sont dégradés ou cassés. Il est probable que le lieu d’une cassure, la proximité de plusieurs cassures, le moment de l’évènement dans la vie de la cellule influent aussi sur le caractère plus ou moins délétère du rayonnement.
Les progrès de la microdosimétrie ont permis de mieux caractériser (quantitativement et qualitativement) ces processus en termes de densité d'énergie et d'énergie spécifique (ou Densité massique d'énergie). Ils permettent d'établir des liens plus précis entre dose absorbée, dose équivalente, dose efficace et la « cible » touchée par le rayonnement. 
Le « diamètre » ou volume de cette cible est de l’ordre de celui du noyau atomique, de plusieurs ordres de grandeur inférieur à celui de la cellule.

## Apports théoriques et perspectives
On avait souvent postulé que le lieu et le degré de « concentration locale de l'énergie » déposée par le passage d’une particule énergétique pouvait expliquer certaines aberrations chromosomiques ; La « théorie de la double action des rayonnements » a conduit à une formulation rigoureuse de ces considérations, mais les mécanismes sous-jacents doivent encore être mieux compris et démontrés.